# SN 2011do
SN 2011do – supernowa typu Ia odkryta 11 czerwca 2011 roku w galaktyce E055-G23. W momencie odkrycia miała maksymalną jasność 14,80m.